# 谷義廉

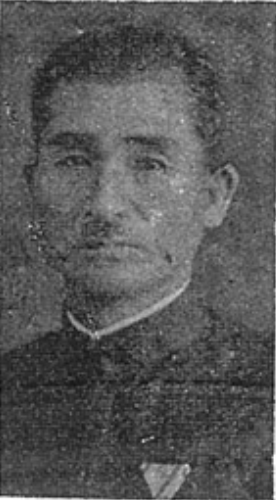
谷義廉

谷 義廉（たに よしかど、1887年（明治20年）9月8日 - 没年不明）は、大正から昭和時代前期の台湾総督府官僚。屏東市尹。

## 経歴・人物
谷審の長男として福岡県糸島郡に生まれる。福岡県立中学修猷館を経て、1909年（明治42年）台湾総督府国語学校師範部甲科を卒業する。嘉義公学校教諭を振出しに、蕃寮公学校長、店仔口公学校長を経て、1920年（大正9年）台南州郡視学として新営郡に転じる。ついで東石郡庶務課長、斗六郡庶務課長、嘉義郡庶務課長、台南州地方係長を経て、1932年（昭和7年）4月、地方理事官に進み、高雄州東港郡守に就任する。
のち1936年（昭和11年）12月に新竹州桃園郡守を経て、1939年（昭和14年）1月、屏東市尹となり、同年8月に退官し、愛国婦人会台湾支部主事に就任した。ほか高雄州青果同業組合副組長などを務めた。